# Mlékojedy
Mlékojedy (deutsch Deutsch Mlikojed) ist eine Gemeinde in Tschechien. Sie liegt gegenüber von Litoměřice an der Elbe und gehört zum Okres Litoměřice.

## Geographie
Das Dorf befindet sich unterhalb der Einmündung der Eger am linken Elbufer gegenüber der Leitmeritzer Sandinsel (Písečný ostrov). Nordwestlich erhebt sich jenseits des Flusses der Radobýl.
Nachbarorte sind Litoměřice im Norden, Želetice im Osten, Terezín im Südosten, Nové Kopisty im Süden, Lukavec und Lovosice im Südwesten sowie Žalhostice im Westen. An der Stelle des Industriegebietes von Lovosice befand sich bis 1950 das Dorf Prosmyky.

## Geschichte
Das Dorf Mlékovid wurde 1352 erstmals urkundlich erwähnt und gehörte verschiedenen adligen Herren. Seit 1384 ist eine Pfarrkirche nachweisbar. Während des Hussitenkrieges wurde der Ort gebrandschatzt. Nach 1500 erwarb die Stadt Litoměřice das Dorf Mlékojedy. 1592 zerstörte ein Feuer Teile des Dorfes und 1595 wurde der ausgebrannte Kirchturm erneuert.
Nach 1600 errichtete der Leitmeritzer Rat und Dichter Pavel Stranský von Stranka seinen Sommersitz in Mlékojedy und erwarb die Elbinsel im Westen des Ortes. Im Dreißigjährigen Krieg (1618–1638) wurde nach der Schlacht am Weißen Berg der städtische und Stranskýs Besitz konfisziert. Stranský wanderte 1627 nach Sachsen aus. Seine früheren Ländereien erhielten die Leitmeritzer Jesuiten.
1631 verwüsteten schwedische Truppen Mlékojedy und zündeten das Dorf an. Im Jahre 1659 kaufte die Stadt ihren Besitz in Mlikojed zurück.
In dieser Zeit wurde Mlikojed zu einem mehrheitlich von Deutschen bewohnten Dorf. Im Zuge der Josephinischen Reformen wurden die Güter der Jesuiten verkauft. Teilweise wurden sie an die Bauern von Deutsch Kopist übergeben, die ihr Dorf und ihren Boden wegen des Baus der Festung Theresienstadt verlassen mussten.
Am 24. März 1814 wurde bei Hochwasser und Eisgang die hölzerne Elbbrücke weggerissen. Auf der Elbe wurde eine Schiffsmühle betrieben. Das Dorf wurde beim Elbhochwasser 1845 überflutet. Die 1868 gegründete Freiwillige Feuerwehr war die zweite im ganzen Bezirk. Die Bewohner lebten von der Landwirtschaft oder verdienten sich in Leitmeritz und Lobositz ihr Brot. Schulort waren Prosmik und später Leitmeritz.
1880 lebten im Ort ca. 400 Einwohner, von denen 95 % Deutsche waren. 1881 wurde der Ortsname zur Unterscheidung vom elbaufwärts gelegenen gleichnamigen Dorf um den Zusatz „Deutsch“ erweitert. 1933 vernichtete eine Mäuseplage die Ernte auf den Feldern und im Jahr darauf folgte eine große Dürre. Nach dem Münchner Abkommen wurde Deutsch Mlikojed einschließlich seines Ortsteiles Eisendörfel 1938 dem Deutschen Reich angeschlossen und gehörte bis 1945 zum Landkreis Leitmeritz. Der Ort hatte 1938 476 Einwohner, darunter waren 48 Tschechen. Vom Hochwasser der Elbe von 2002 war der Ort erneut stark betroffen.

## Ortsgliederung
Für die Gemeinde Mlékojedy sind keine Ortsteile ausgewiesen.

## Sehenswürdigkeiten
- Kirche St. Martin, das ursprünglich gotische Bauwerk aus dem 14. Jahrhundert wurde 1775 barock umgestaltet
- Pfarrhaus
- Statue des Hl. Florian

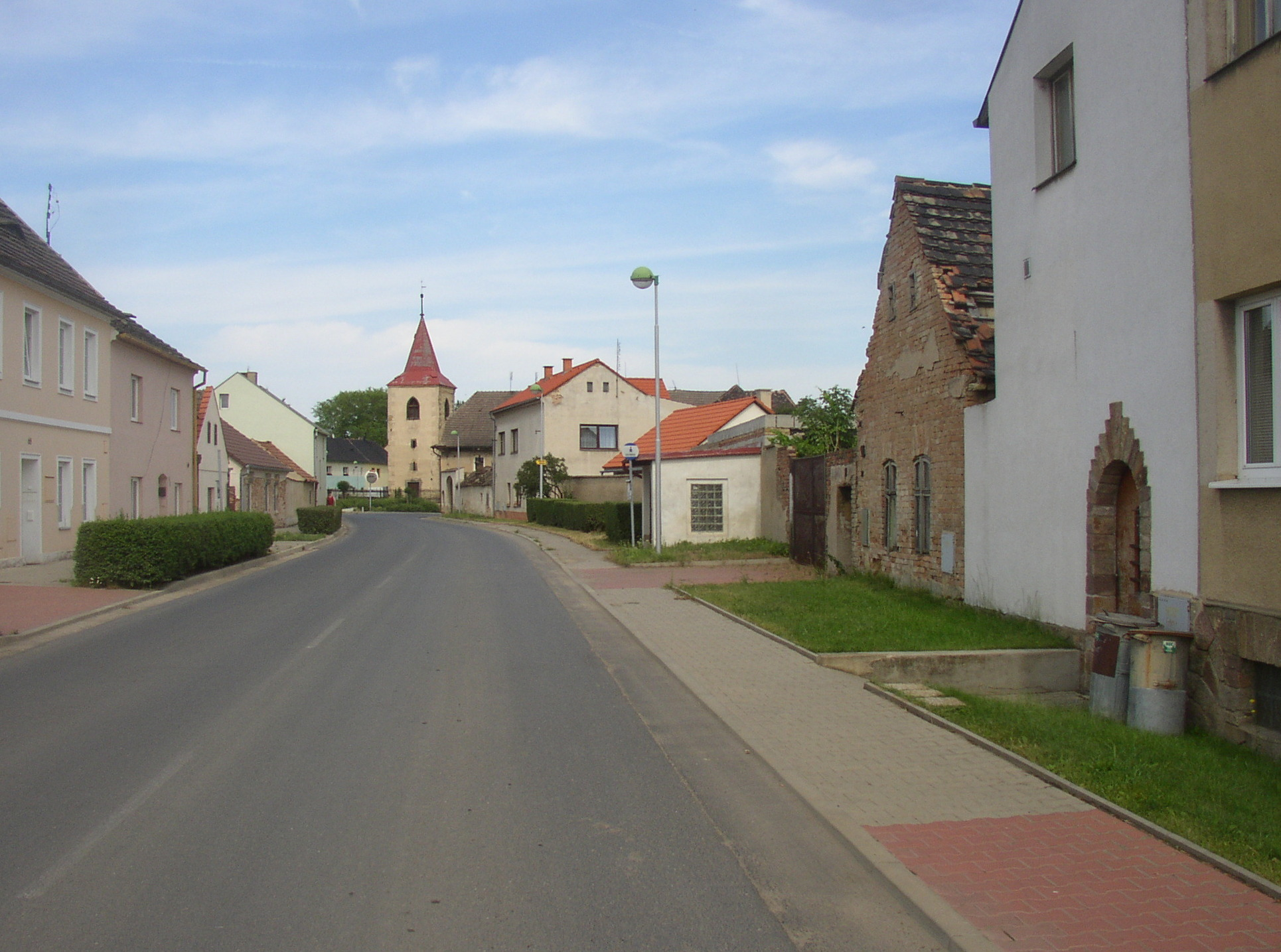
Hauptstraße
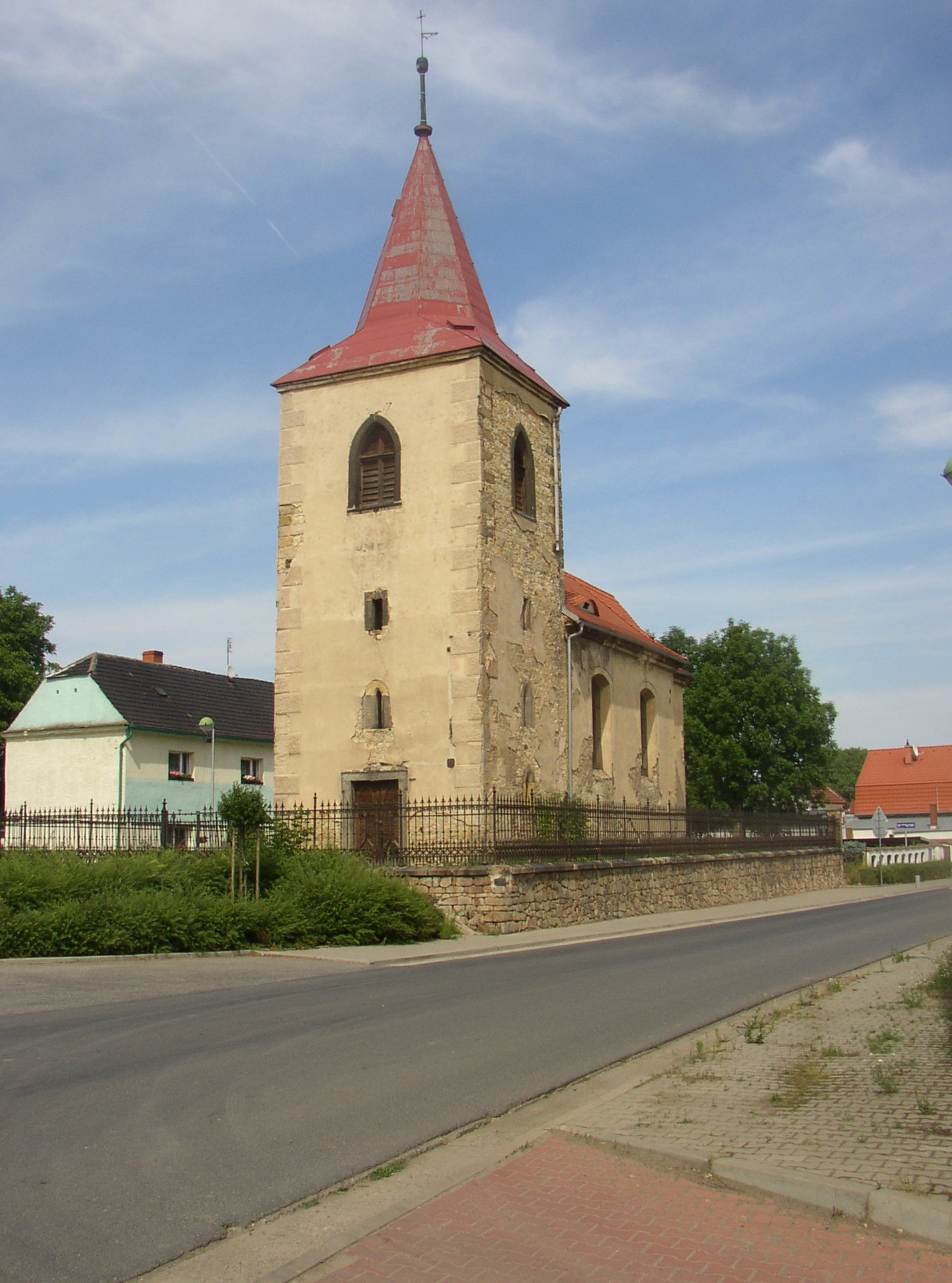
St. Martin-Kirche